# アレアン
アレアン、アラン（フランス語: Allein）は、イタリア共和国ヴァッレ・ダオスタ州にある、人口約200人の基礎自治体（コムーネ）。

## 地理

### 位置・広がり

#### 隣接コムーネ
隣接するコムーネは以下の通り。
- ドウエス
- エトルーブル
- ジニョー

## 行政

### 分離集落
アレアンには、以下の分離集落（フラツィオーネ）がある。
- Ayez, L'Allamanaz, Allérod, Bruson, Chanté, Chavéroulaz, Chez-Norat, Clavel, La Condémine, Daillon, Frein, Les Godioz, Le Martinet, Le Plan-de-Clavel (sede comunale), La Vallettaz, La Ville